# The Joy Girl

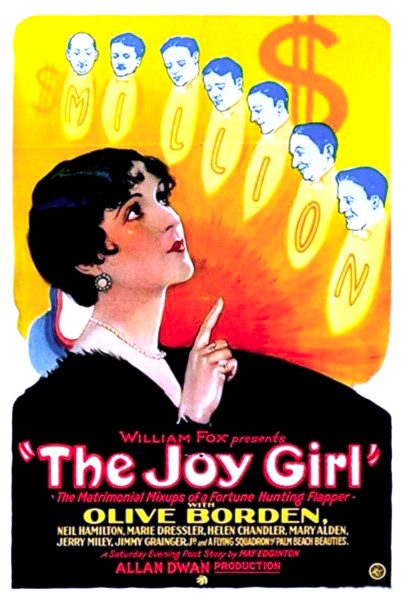
Affiche du film.

The Joy Girl est un film américain réalisé par Allan Dwan, sorti en 1927.

## Synopsis
Déterminée à épouser un homme riche, Jewel Courage rejette l'amour de John Fleet, soi-disant chauffeur mais en réalité millionnaire, et épouse à la place un vrai chauffeur qui se fait passer pour Fleet. Sans illusions, elle réussit en affaires, et réalisant qu'elle aime en réalité Fleet, elle est ravie d'apprendre qu'il est en fait un homme riche.

## Fiche technique
- Réalisation : Allan Dwan
- Scénario :	Frances Agnew, Malcolm Stuart Boylan, Adele Comandini d'après The Joy Girl de May Edginton
- Producteur : 	William Fox
- Photographie : William J. Miller, George Webber
- Distributeur : Fox Film Corporation
- Genre : Comédie[1]
- Durée : 70 minutes
- Date de sortie : 3 septembre 1927

## Distribution
- Olive Borden : Jewel Courage
- Neil Hamilton : John Jeffrey Fleet
- Marie Dressler : Mrs. Heath
- Mary Alden : Mrs. Courage
- William Norris : Herbert Courage
- Helen Chandler : Flora
- Jerry Miley : Vicary
- Frank Walsh : Hugh Sandman
- Clarence Elmer : Valet
- Peggy Kelly : Isolde
- Jimmy Grainger Jr. : Chauffeur
- Betty Byrne
- Ursula Fisher
- Edna Wilson

## Production
Le tournage du film a eu lieu à Palm Beach en Floride, en utilisant le procédé Technicolor.

## Statut du film
Une copie du film avec des intertitres en tchèque est conservée au Museum of Modern Art, mais sans les séquences en couleur.